# Oude Vest (Dendermonde)
De Oude Vest is een brede straat in het centrum van de Belgische stad Dendermonde. Oorspronkelijk liep in het midden van de Oude Vest een gracht, die in verbinding stond met de Dender. Deze werd in de twintigste eeuw gedempt. Nu is het een drukke winkelstraat waar veel reisbureaus, zelfstandige handelaars en winkelketens actief zijn.
Samen met de nabije Mechelse Steenweg, Brusselsestraat, Vlasmarkt en Franz Courtensstraat vormt ze het commerciële hart van Dendermonde. Op maandagvoormiddag staan er marktkramen. 
Er zijn kapsalons en diverse winkels.